# بيرينا لينياني

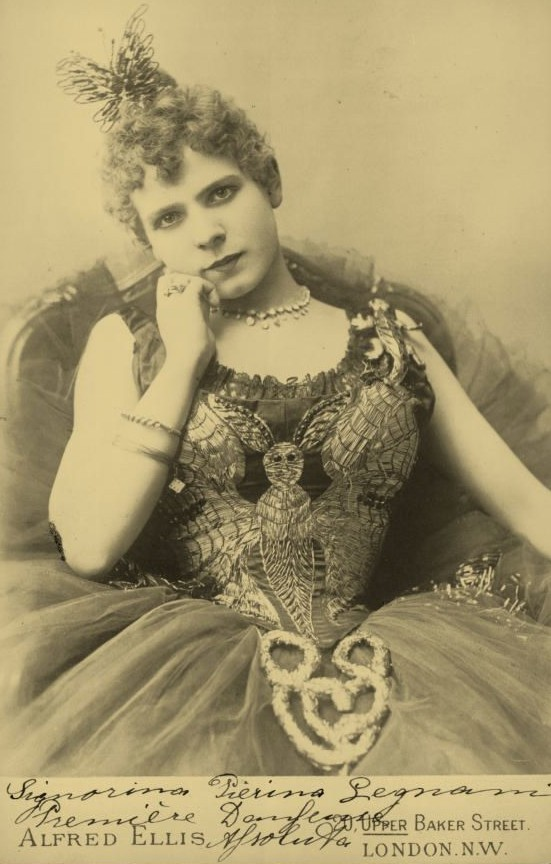
صورة لبيرينا لينياني في أثناء جولتها في لندن عام 1891. ومكتوب على الصورة السنيورة بيرينا لينياني، راقصة الباليه الأولى.

بيرينا لينياني (بالإيطالية: Pierina Legnani) (في الفترة من 30 سبتمبر 1863 حتى 15 نوفمبر 1930) كانت راقصة باليه إيطالية، وتُعد واحدة من أعظم راقصات الباليه على مر العصور.

## الحياة المهنية
ولدت لينياني في 30 سبتمبر 1863 في ميلانو. ومنذ 1893 وحتى 1901 كانت راقصة الباليه الأولى في فرقة الباليه الملكية الخاصة بـ القيصر على مسرح مارينسكي في سانت بطرسبرغ. تلقت لينياني تدربياتها في لا سكالا حيث طورت خبرتها الفنية. وكانت أول راقصة باليه تقدم 32 لفة على قدم واحدة على المسرح في المقطوعة الختامية لعمل كبير في رقص الباليه وهو سندريلا. وكانت الحركة التي تتضمن 32 لفة على قدم واحدة حركة رائعة تؤكد على قوة الراقصة وبراعتها في الأداء.
أدت لينياني دوري أوديت وأوديل في النسخة المعدلة من باليه بحيرة البجع لـ ريكاردو دريجو (Riccardo Drigo) في عام 1895.
وكان آخر عروضها في الرقص هو باليه مينكوس/بيتيبا، لا كامارجو في 28 يناير 1901 وبعدها تقاعدت وعاشت في فيلتها في بحيرة كومو.

## وتميزت بيرينا لينياني في باليهات بيتيبا
رقصات باليه ماريوس بيتيبا التي أدتها كانت كالتالي—
- سندريلا من بيتيبا/إيفانوف/تشيكيتي (Cecchetti) (تلحين فيتينهوف شيل، 1893) وكانت لينياني أول راقصة باليه تقدم 32 لفة على المسرح.
- التعويذة (من تلحين ريكاردو دريجو، 1895)
- اللؤلؤة (تلحين دريجو، 1896)
- رايموندا (تلحين ألكسندر جلازونوف (Aleksandr Glazunov)، في عام 1898)
- أزهار العشق (تلحين جلازونوف)
- كوبيليا (نسخة من بيتيبا/تشيكيتي، تلحين ليو ديليبيه (Léo Delibes)، في عام 1896)
- استراحة الفارس (تلحين يوهان أرمشيمر (Johann Armsheimer)، عام 1896)

## الوفاة
بعد اعتزالها عاشت في إيطاليا وانضمت إلى لجنة الاختبارات في مدرسة لا سكالا للباليه حتى قبل وفاتها بأربعة أشهر. وتوفيت في 15 نوفمبر 1930.

## معرض الصور

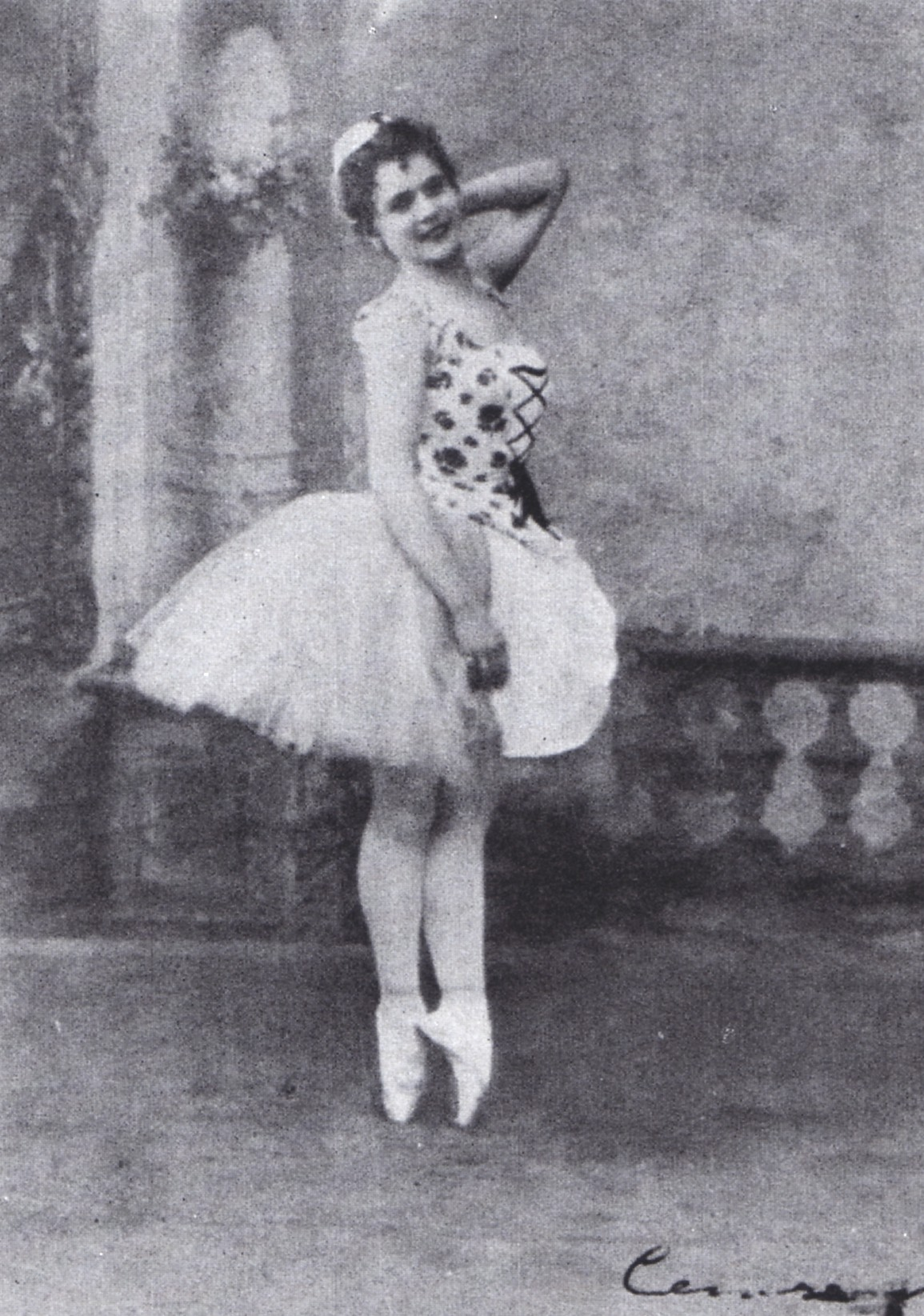
لينياني وهي في الدور الأساسي لباليه بيتيبا/إيفانوف/تشيكيتي، سندريلا. سانت بطرسبرغ، 1893.
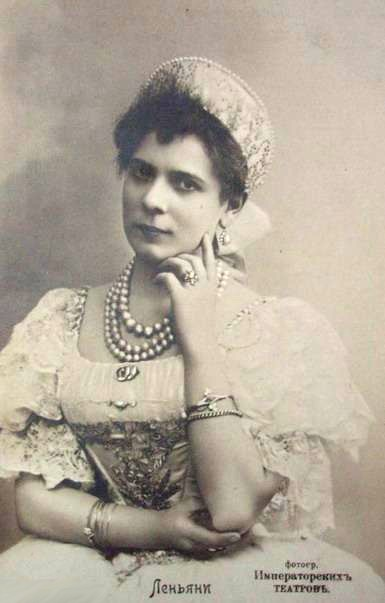
لينياني وهي تؤدي دور بتول القيصر في إحياء بيتيبا لباليه سانت ليون / بوجني في الفرس مقوس الظهر. سانت بطرسبرغ، 1895.
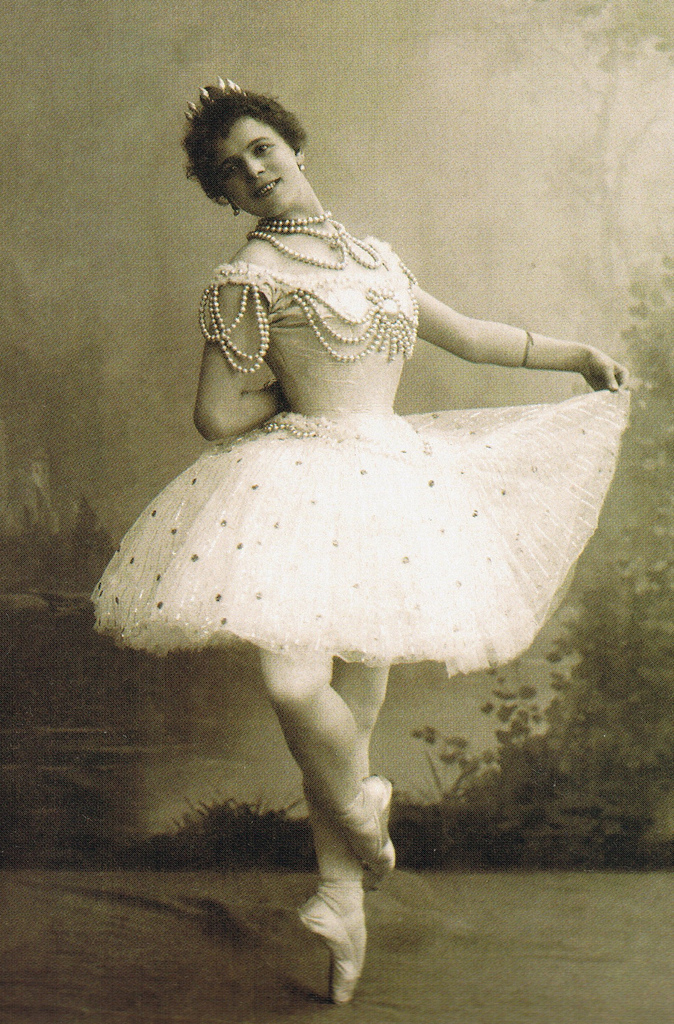
لينياني وهي تؤدي دور اللؤلؤة البيضاء في باليه بيتيبا/دريجو اللؤلؤة، رقصة باليه صممت خصيصًا بمناسبة تتويج القيصر نيقولا الثاني. موسكو، 1896.
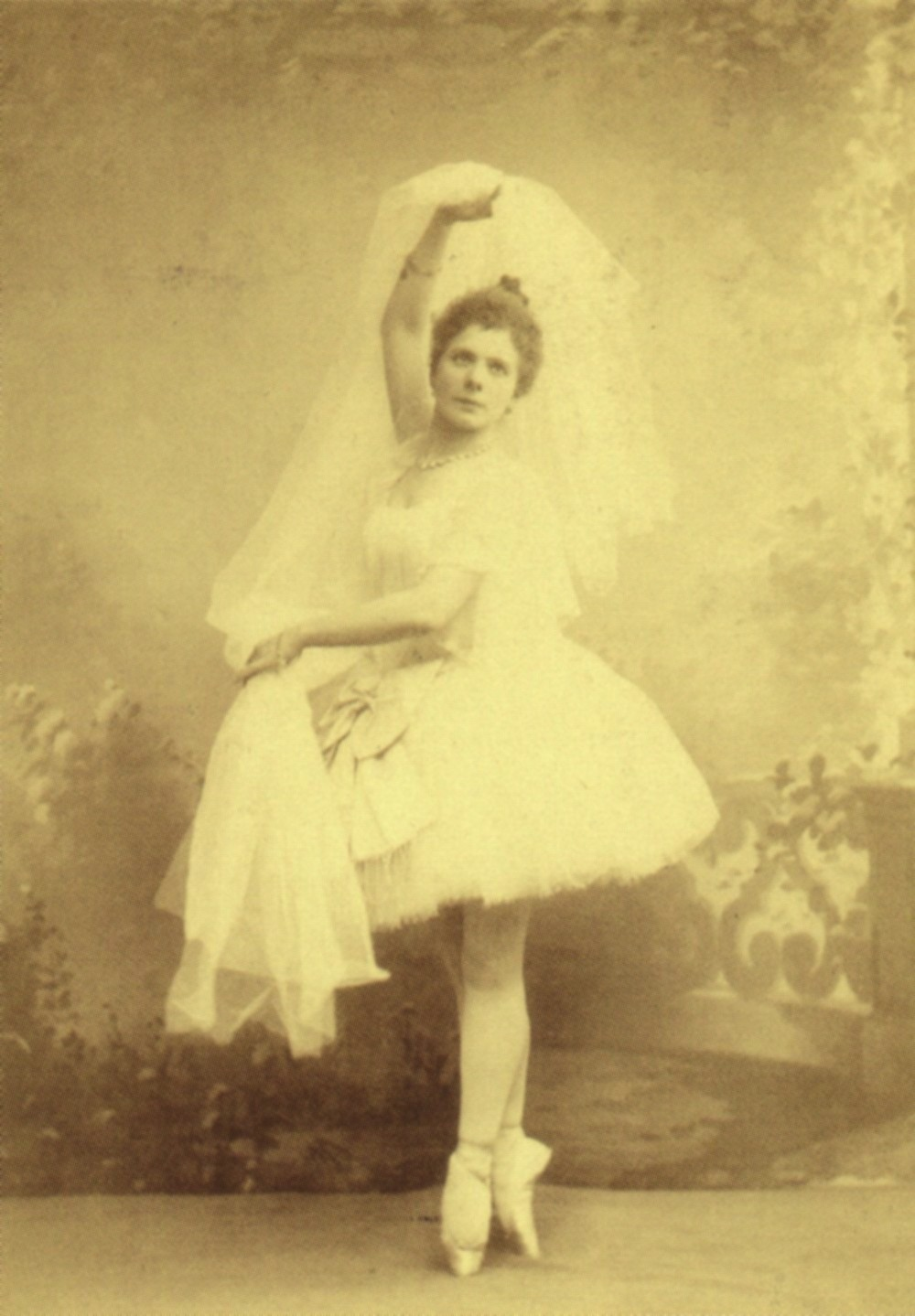
لينياني في الدور الرئيسي لباليه بيتيبا/جلازونوف، رايموندا. وهي ترتدي حلة الفصل الأول من الباليه. سانت بطرسبرغ، 1898.
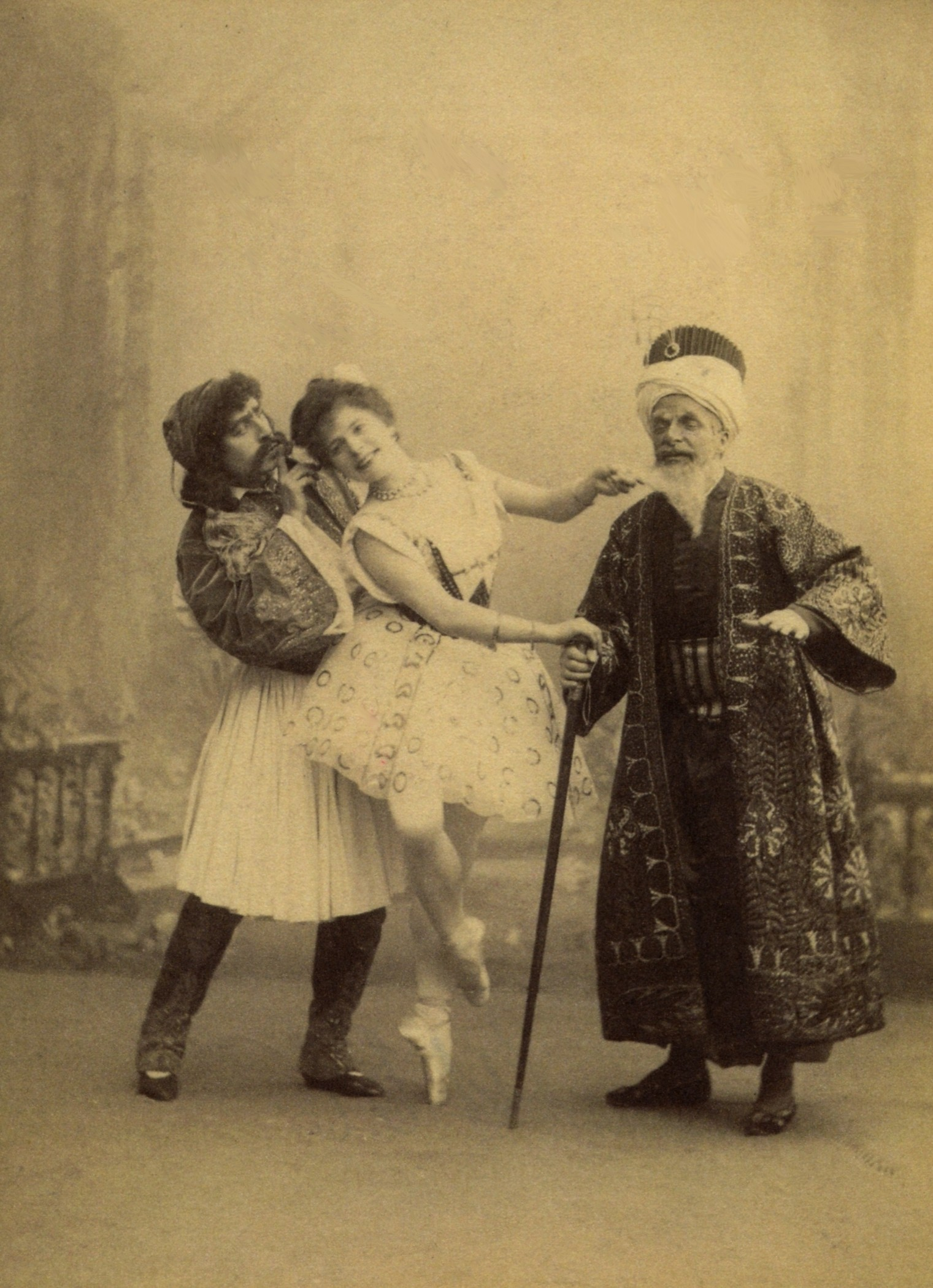
لينياني في دور ميدورا في آخر إحياء لبيتيبا لباليه مازيلييه/آدم القرصان. سانت بطرسبرغ، 1899.
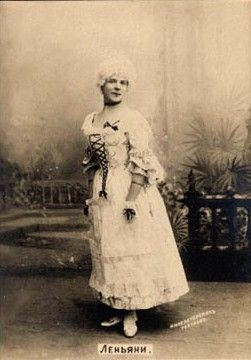
لينياني في الدور الأساسي لباليه بيتيبا/مينكوس لا كامارغو، الذي أحياه ليف إيفانوف. سانت بطرسبرغ، 1901.

## وصلات خارجية
- بيرينا لينياني على موقع فايند أغريف

بيرينا لينياني (1863 – 1930) في إحياء ليف ايفانوف (1834-1901) لباليه مصمم الرقصات ماريوس بيتيبا (1818-1910) والملحن لودويج مينكوس (1826-1917) الذي تم تصميمه في عام 1872 لا كامارجو